# Židovský hřbitov v Čelině
Židovský hřbitov se nachází jihozápadně od vsi Čelina, ve svahu na kraji lesa napravo od silnice na Cholín. Část cesty k areálu vede přes ohrazenou plochu pro dobytek. Je chráněn jako kulturní památka České republiky.

## Popis a historie
Založen byl v 18. století, nejstarší náhrobek z dochovaných třiceti se datuje rokem 1803, nejmladší pak 1918. Márnice a ohradní zeď se dochovaly jen ve zbytcích zdiva, díky čemuž je hřbitov volně přístupný. Ve vsi se také nachází synagoga.